# Стартовий майданчик №45 космодрому Байконур

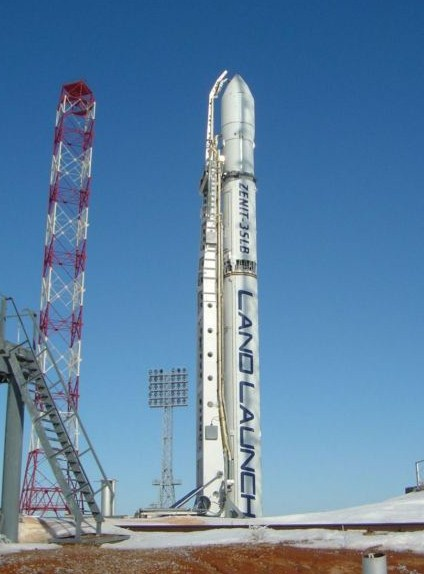
Зеніт-3SLБ на стартовому майданчику

Стартовий майданчик № 45 космодрому Байконур — пусковий майданчик на космодромі «Байконур», використовується для запусків корисного навантаження за допомогою ракет-носіїв серії «Зеніт», у тому числі в рамках міжнародної програми «Наземний старт» (англ. Land Launch).

## Склад стартового комплексу
До складу стартового майданчика № 45 входять:
- Стартовий комплекс та технічна позиція;
- Монтажно-випробувальний комплекс та допоміжні будівлі;
- Стартовий комплекс № 45/1 та № 45/2 (зруйнований);
- Сховище ракет;
- Командний пункт та технологічний блок;
- Споруда заправочних систем палива та окислювача;
- Споруда виробництва та зберігання стиснених газів;
- Система термостатування;
- Агрегати посадки екіпажів.

На майданчику № 45 розташовані дві пускові установки: № 1 («ліва») та № 2 («права»).

## Експлуатація
Перший випробувальний запуск РН «Зеніт-2» з майданчика № 45, що відбувся 13 квітня 1985, закінчився невдачею через відмову системи управління витратою палива. Наступний старт 21 червня 1985 мав частковий успіх: через відхилення в роботі рульових двигунів другого ступеня стався вибух наприкінці активної ділянки, однак вантаж був виведений на розрахункову орбіту. Перший повністю успішний пуск був здійснений 22 жовтня 1985.
Пускова установка № 45/2 була зруйнована після невдалого старту РН «Зеніт-2» 4 жовтня 1990 року.